# New Frontier (丹下桜のアルバム)
『New Frontier』（ニュー フロンティア）は、丹下桜の3作目のアルバム。1998年9月23日、KONAMIより発売された。

## 解説
- 作家陣に吉元由美、KAN、松浦有希、西脇唯等が参加。
- 原由子が斉藤由貴に提供し、後に原自身もセルフカバーした「少女時代」のカバーも収録されている。
- シングル「CATCH UP DREAM」「FREE」を収録、なお「FREE」はシングル盤より時間が長めに収録されている。
- 初回限定盤特典は、スペシャルパッケージとタトゥーシール、期間限定丹下桜スペシャルキャンペーン用ハガキの封入。

## 収録曲
| #         | タイトル                 | 作詞      | 作曲             | 編曲               | 時間  |
| --------- | ------------------------ | --------- | ---------------- | ------------------ | ----- |
| 1.        | 「女神たちの夜明け」     | 吉元由美  | 朝井泰生         | 福田裕彦・朝井泰生 | 4:39  |
| 2.        | 「Brand-new everyday」   | 丹下桜    | 上畑正和         | 水島康貴           | 4:05  |
| 3.        | 「Journey Into Myself」  | 吉元由美  | KAN              | 水島康貴           | 4:02  |
| 4.        | 「FREE-album version-」  | 松浦有希  | 松浦有希・吉田潔 | 吉田潔・松浦有希   | 5:10  |
| 5.        | 「Silent Song」          | 丹下桜    | 宮島律子         | 重実徹             | 5:17  |
| 6.        | 「少女時代」             | 原由子    | 原由子           | 重実徹             | 3:32  |
| 7.        | 「New Frontier」         | 丹下桜    | 中山手瞬         | 重実徹             | 5:09  |
| 8.        | 「じぶんにできる何かで」 | 西脇唯    | 西脇唯           | 福田裕彦           | 4:52  |
| 9.        | 「Thinking Of You」      | 吉元由美  | 川上明彦         | 川上明彦           | 4:19  |
| 10.       | 「CATCH UP DREAM」       | 丹下桜    | ながつきまろん   | 水島康貴           | 3:58  |
| 合計時間: | 合計時間:                | 合計時間: | 合計時間:        | 合計時間:          | 45:03 |

## 楽曲解説
1. 女神たちの夜明け
  - NACK5ラジオ「Alice ON WONDER-NET」オープニングテーマ
2. Brand-new everyday
3. Journey Into Myself
4. FREE-album version-
5. Silent Song
  - リミックスバージョン「Silent Song -Holy mix-」がシングル「Stand by Me」のカップリングとしてシングルカットされた
6. 少女時代
  - 斉藤由貴のカバー曲。斉藤版については『PANT』を、作詞・作曲した原由子のセルフカバー版は『MOTHER』および『負けるな女の子!』を参照。
7. New Frontier
8. じぶんにできる何かで
9. Thinking Of You
  - NACK5ラジオ「Alice ON WONDER-NET」エンディングテーマ
10. CATCH UP DREAM